# Meámbar
Meámbar – gmina (municipio) w środkowym Hondurasie, w departamencie Comayagua. W 2010 roku zamieszkana była przez ok. 12,2 tys. mieszkańców. Siedzibą administracyjną jest miejscowość Meámbar.

## Położenie
Gmina położona jest w północnej części departamentu. Graniczy z 8 gminami:
- Santa Cruz de Yojoa od północnego zachodu,
- La Libertad od północnego wschodu,
- Las Lajas, La Trinidad i Ojos de Agua od wschodu,
- El Rosario i Siguatepeque od południa,
- Taulabé od zachodu.

## Miejscowości
Według Narodowego Instytutu Statystycznego Hondurasu na terenie gminy położone były następujące miejscowości:

- Meámbar
- Agua Caliente
- Chichipate
- El Aguaje
- El Buen Pastor
- El Cienegal
- El Palmital
- El Zapote
- Jicarito
- La Concepción
- La Joya
- La Mesa
- La Pimienta
- Las Lajas
- Los Globos
- Los Planes
- Matapalo
- Monte de Dios
- Ojo de Agua
- Potrerillos
- Pueblo Nuevo
- San Antonio de Buenos Aires
- San Isidro
- Santa Ana
- Santa Elena

## Demografia
Według danych honduraskiego Narodowego Instytutu Statystycznego na rok 2010 struktura wiekowa i płciowa ludności w gminie przedstawiała się następująco:
| Wiek      | 0–3   | 4–6   | 7–12  | 13–17 | 18–24 | 25–64 | 65+ | razem  |
| Meámbar   | 1 614 | 1 204 | 2 105 | 1 477 | 1 454 | 3 880 | 462 | 12 196 |
| Mężczyźni | 873   | 654   | 1 051 | 766   | 711   | 2 003 | 248 | 6 306  |
| Kobiety   | 741   | 550   | 1 054 | 711   | 744   | 1 877 | 214 | 5 890  |